# Journal de Paris
Journal de Paris (zwana też journal Poste de Paris ou Poste du soir) – pierwsza gazeta codzienna we Francji przedrewolucyjnej. Po raz pierwszy wydana w roku 1777. Założyli ją Antoine Cadet de Vaux, Corrancez i Dussieux.
Dziennikarze zajmowali się zarówno życiem literackim, jak i politycznym i codziennym Paryża.
Polityka była traktowana najbardziej skrótowo, jeżeli chodzi o profil polityczny gazety to nie odbiegał on od ogólnych poglądów oświeconych elit.
Podczas Rewolucji francuskiej Kordelierzy (les Montagnards) uznali pismo za niebezpieczne dla ich władzy i zamknęli je 10 sierpnia 1792 roku.
Mimo to pismo wychodziło w podziemiu od grudnia roku 1792 do 1811.